# Азильська культура
Азильська культура — археологічна культура кам'яної доби людства. Відноситься до періоду раннього мезоліту (науково датується 9000-7500 до н. е.). Розвинулась зі своєї попередниці — Мадленської культури, що належала до періоду пізнього палеоліту.

## Археологічні знахідки
Виділена французьким археологом Е. П'єтом у 1887-89 роках.
Перші знахідки у печері Мас-д'Азіль (Mas-d'Azil) департамент Ар'єж у передгір'ях Піренеїв (Франція)). Печера є гігантським тунелем довжиною близько 400 м, по якому протікає річка Аріз, що прорила його в давнину. Люди відвіку, ще в мадленські часи, оцінили зручності цього просторого підземного коридору, по сторонах якого є багато бічних зал. Між мадленськими шарами, що залягають в основі, і поверхневими шарами часів неоліту та залізної доби був знайдений мезолітичний шар Азильської культури.
Інші важливі стоянки: печера Крузад біля Нарбонна (Лангедок, Франція), печера Рієта в Кантабрійських горах (Іспанія), Бірзек (Швейцарія) та інші місця.
Зміни характерні для азильської культури у місцевих людей почалися, ще в пізній період мадленської культури.

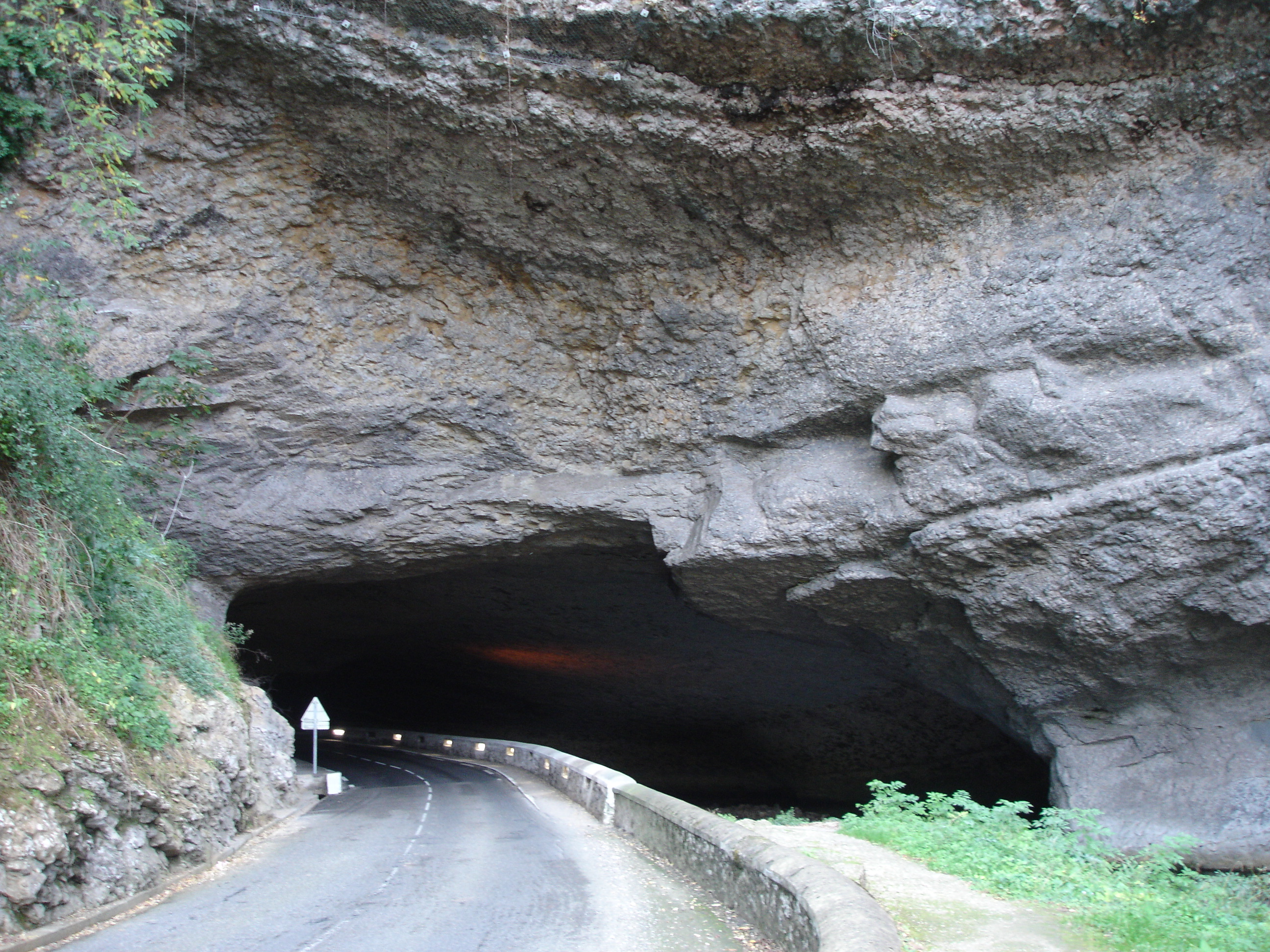
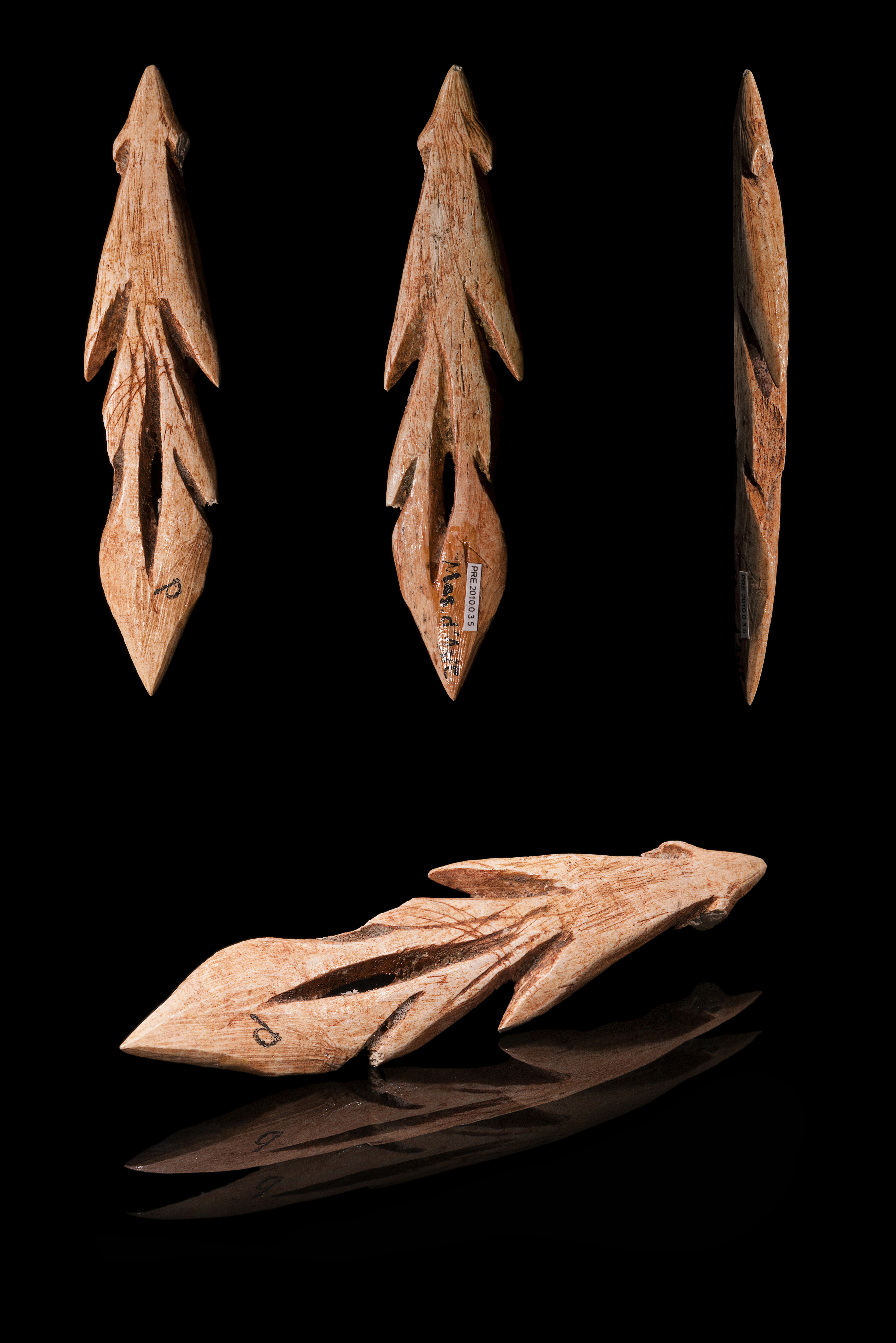
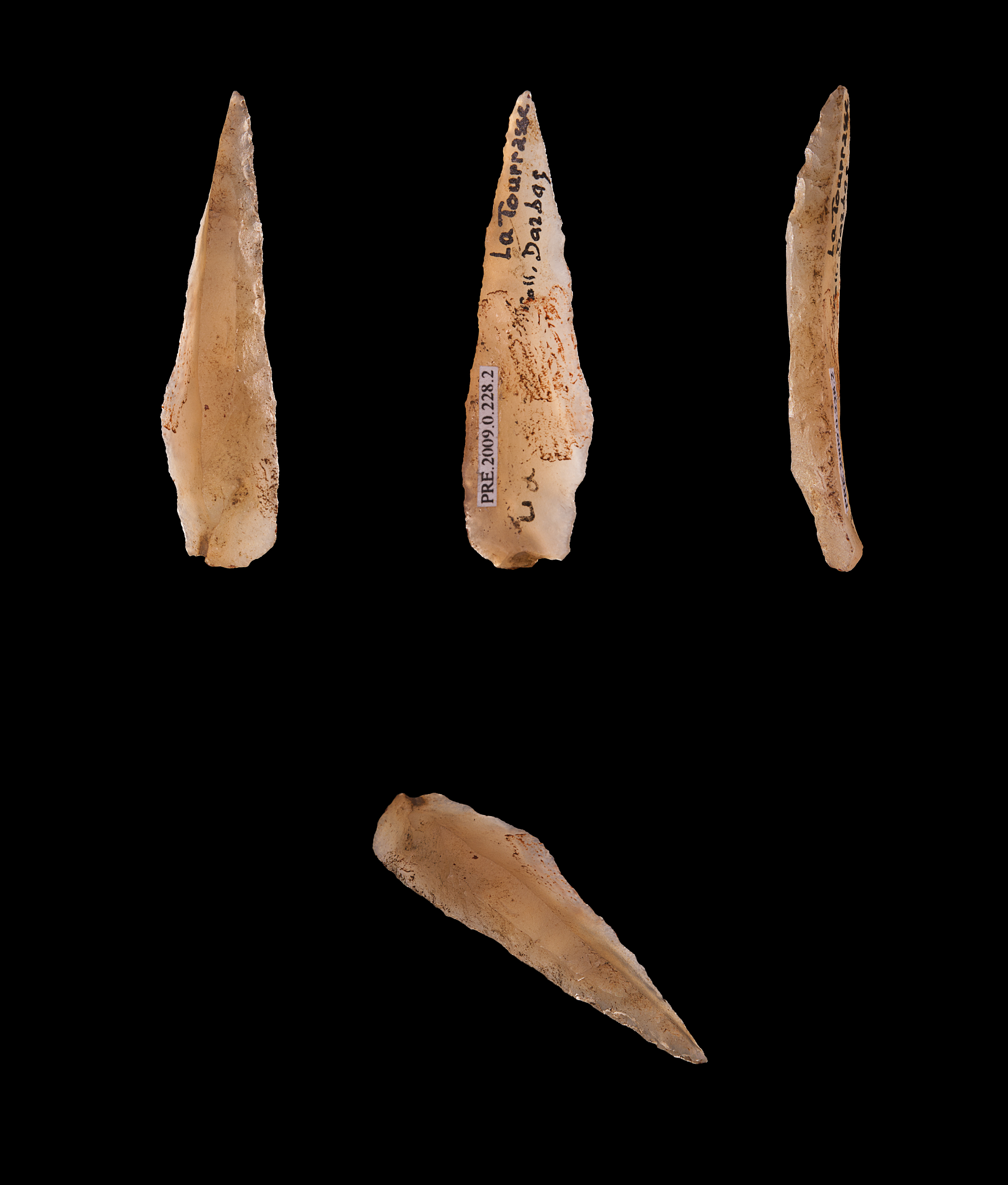
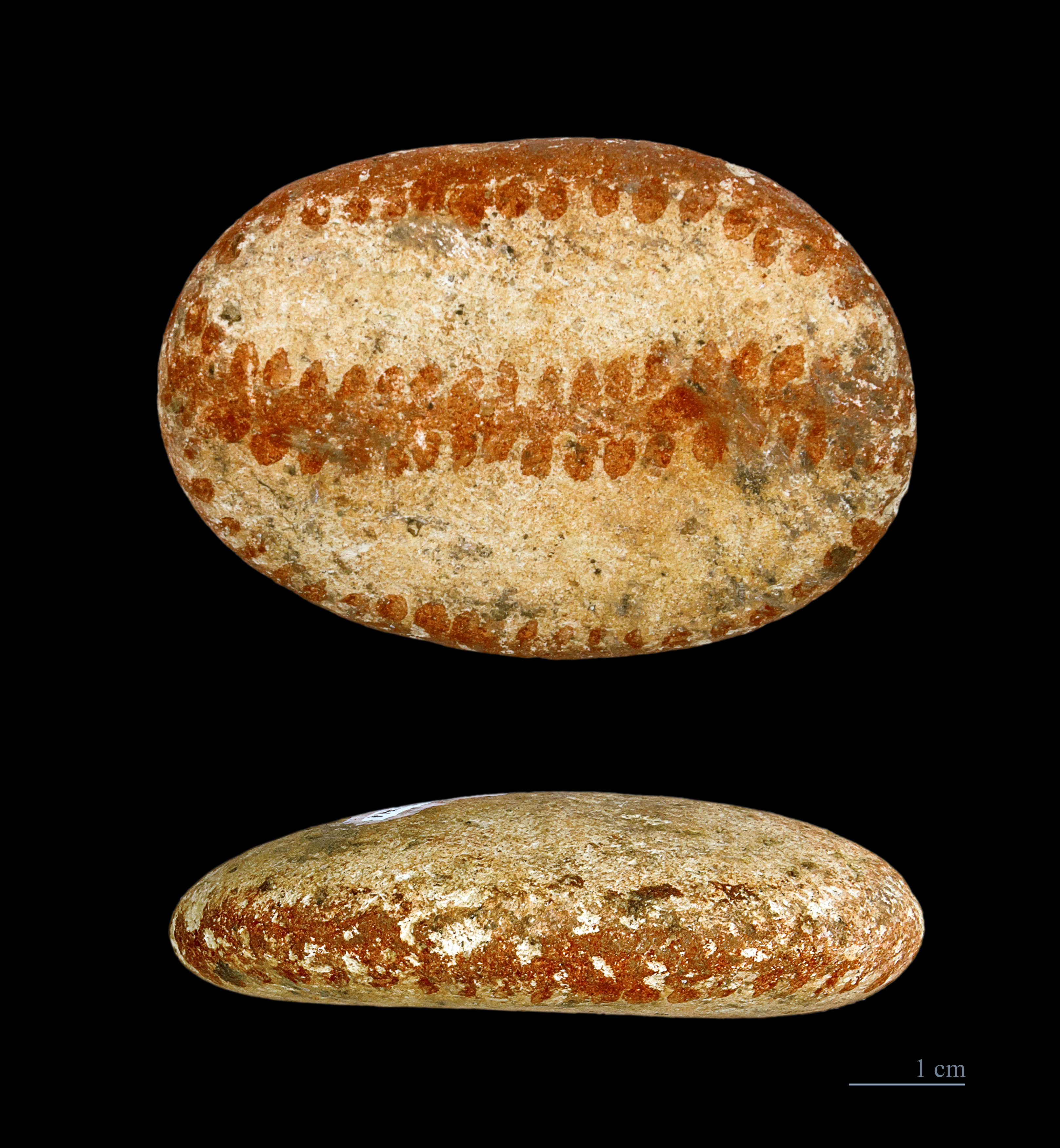

## Територія розповсюдження, етнічна належність
Франція, Піренейський півострів і західна Німеччина (Алеманія, Баварія і Франконія). Центр культури був у північній Іспанії і південно-західній Франції, де скоріш за все був етнічно один народ. Просліджується порядок успадкування культур в цьому краї.
За дослідженням істориків, археологів і антропологів, культура належала до пращурів басків.
Сліди культури, схожої на азильську, простежуються також на Британських островах.
Певні риси схожості з азильськими пам'ятниками Західної Європи мають пам'ятники Криму, Кавказу, і частково Середньої Азії.

## Клімат і тваринний світ
Клімат змінювався під час Мадленської культури. Арктичний клімат, що слідував за льодовиковим періодом змінився спочатку на тепліший і сухий, а згодом на вологий клімат лісів помірної зони. Це спричинило необхідність зміни знаряддя, способу життя звичок.
Місце північного оленя зайняв благородний олень, разом з ним розповсюдилися і інші тварини, що мешкали в широколіственних лісах — бобер, бурий ведмідь, кабан, борсук. «Азильці» полювали на оленя, козулю, кабанів. Рибальство, збиральництво. Використовували в їжу молюсків — лісових равликів.

## Вироби культури
Азильська культура, що змінила мадленську, мала дрібніші кам'яні вироби.
Дрібні знаряддя з креміння — оброблені кам'янці геометричних форм (мікроліти). Замість різноманітних по типах і формах великих за розмірами кремінних виробів, що були в мадленські часи, тепер широко розповсюджуються дрібніші вироби, стандартизованих форм, геометричні по контурах, зокрема сегменти і вістря з одним лезом, що дугоподібно ретушуються. З'явилися невеликі округлі шкребки.
Кістяні вироби, особливо гарпуни, стають грубішими. Це пов'язано зі зникненням північного оленя, з міцнішими рогами і заміною його на благородного оленя. Таким чином вироблені з оленячих рогів плоскі гарпуни втратили свою різноманітність тому, що почали виготовлятися тільки зі зовнішньої кори рогу благородного оленя, яка є найміцнішою частиною.
Азильські гальки — маленькі плоскі річкові гальки, переважно кварцитові, з нанесеними червоною охрою умовними малюнками у вигляді смуг, хрестів, зигзагів, ґрат, зірок і іноді, можливо, стилізовані фігурки людей або тварин. У Мас-д'Азиль знайдено понад 200 таких гальок. У печері Бірзек було виявлене 225 галек, з яких 120 повністю або частково зберегли розфарбовування, інші, імовірно, спочатку також були розфарбовані. Гальки лежали окремими скупченнями, свого роду кублами, і були навмисно розбиті.
Помилково, французький вчений Е. П'ет, хотів бачити знаки якнайдавнішої писемності, що свідчили б про існування в Mac-д'Азилі грандіозної підземної школи писарів кам'яної доби. Малюнки на гальках з Mac-д'Азиля уціліли тому, що гальки лежали в абсолютно сухому шарі пилу. Ці гальки мали сірий або білуватий фон і були розмальовані змішаною з жиром червоною фарбою різних відтінків. Іноді ж гальки заздалегідь фарбували в світло-рожевий колір і потім вже наносили на них темніший малюнок. Малюнки на гальках мають вид овальних плям, поперечних смуг і різних схематичних фігур, зокрема хрестів, зигзагів, ґрат, зірок і, мабуть, сонця; лише в небагатьох випадках ці малюнки нагадують стилізовані фігури людей або тварин.
Вважається, що гальки мали релігійне значення. Вони подібні до чурингів австралійців племені арунта, що мешкали в Центральній Австралії. За уявленнями арунта, чуринги слугували вмістилищами для душ родичів. Кожен чоловік і кожна жінка арунта мали свою чурінгу, де нібито перебували їх власні душі, успадковані від померлих родичів. Зважаючи на таке важливе значення чурінг вони ретельно охоронялися і їх ховали від ворогів в печерах. Гальки, знайдені в печері Бірзек, мали, скоріш мали схоже значення і були розбиті ворогами. При цьому можна розглядати печери, як місця культу — храм «азильців».
Інша важлива риса культури вірувань «азильців» є поховання. У печері Офнет (біля Нордлінген, Німеччина) були дві ями, в яких цілими кублами лежали лише одні черепи, густо засипані червоною охрою.

## Зв'язок з іншими культурами
«Азильські гальки» вказують на дуже давній зв'язок з австралійськими аборигенами в віруваннях про душі пращурів.
Черепні поховання ще донедавна влаштовувати в печерах племена ведда на Цейлоні, де вони були пов'язані з родовим культом, з шануванням духів померлих родичів.
У шарах кримських печер Шан-Коба, Заміль-Коба, Сюрень II і Фатьма-Коба опинилися крупні і досить грубі сегментовидні знаряддя з масивних широких пластин, різьби, кременеві вістря, шкребки, відбійники, гальки для розтирання фарби та інші вироби, близькі за загальним виглядом до азильських знарядь Західної Європи, а також такі ж грубі кістяні знаряддя. У печері Заміль-Коба (Крим) виявлено залишки поховання черепа, біля якого знайдено прикраси з риб'ячих зубів, а на Кримській Яйлі знайдені гальки, покриті тонким різьбленим узором у вигляді прямих і зигзагоподібних ліній, а також рисок, що схожі на азильські гальки з подібним візерунком.

## Генетика
У носія азильської культури з Бішонського навісу у Швейцарії, що жив 13,56–13,77 тисяч років тому, виявлена Y-хромосомна гаплогрупа I2a та мітохондріальна гаплогрупа U5b1h.